# Bellver de Cerdanya
Bellver de Cerdanya (spanisch Bellver de Cerdaña) ist eine Gemeinde (Municipio) mit 2.260 Einwohnern (Stand: 2024) in der Provinz Lleida in der Comarca Cerdanya in Spanien. 

## Lage
Bellver de Cerdanya liegt etwa 180 Kilometer nordöstlich von Lleida und etwa 160 Kilometer nördlich von Barcelona in einer Höhe von ca. 1060 m nahe der Grenze zu Andorra und Frankreich. Durch die Gemeinde fließt der Segre. Das südliche Gemeindegebiet liegt im Parc Natural de Cadi-Moixeró. 

## Gemeindegliederung
- Bellver de Cerdaña
- Baltarga
- Beders
- Bor
- Coborriu de Bellver
- Cortás
- Éller
- Nas
- Olià
- Ordén
- Pedra
- Pi
- Riu de Santa María
- San Martí dels Castells
- Santa Eugènia de Nerellà
- Santa Magdalena de Talló
- Talló
- Talltendre
- Vilella

## Einwohnerentwicklung
| 1900 | 1930 | 1950 | 1970 | 1981 | 1991 | 2001 | 2011 | 2021 |
| ---- | ---- | ---- | ---- | ---- | ---- | ---- | ---- | ---- |
| 1620 | 1386 | 1873 | 1697 | 1674 | 1549 | 1627 | 2260 | 2135 |

## Sehenswürdigkeiten
- Burgruine von Bellver
- Maria-und-Jakobuskirche (Iglesia de Santa María y San Jaime) in Bellvar
- Marienkirche (Iglesia de Santa María) in Talló
- Julianuskirche (Iglesia de Sant Julià) in Pedra
- Eugenienkirche (Iglesia de Santa Eugènia) in Santa Eugènia de Nerellà

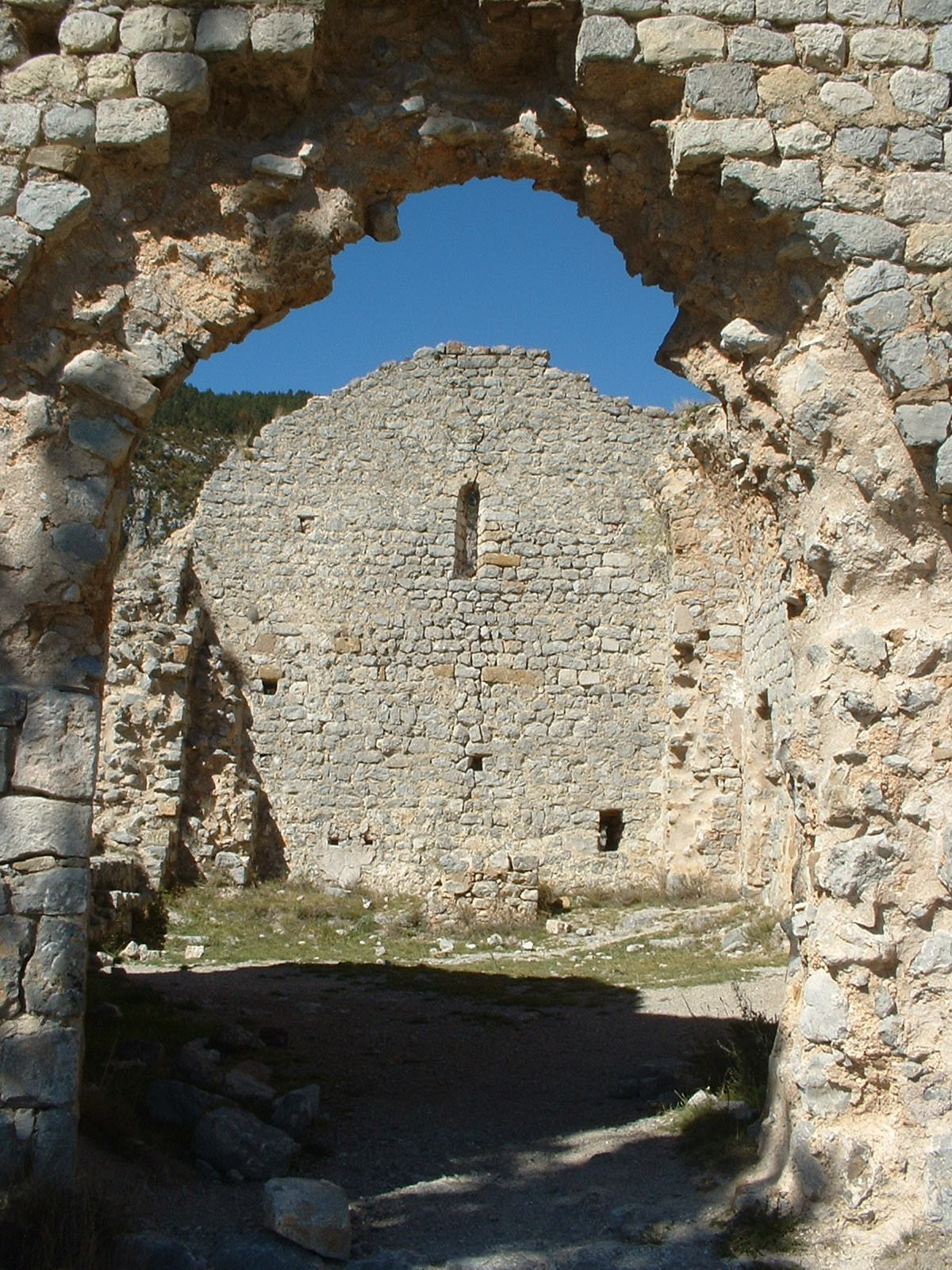
Burgruine von Bellver
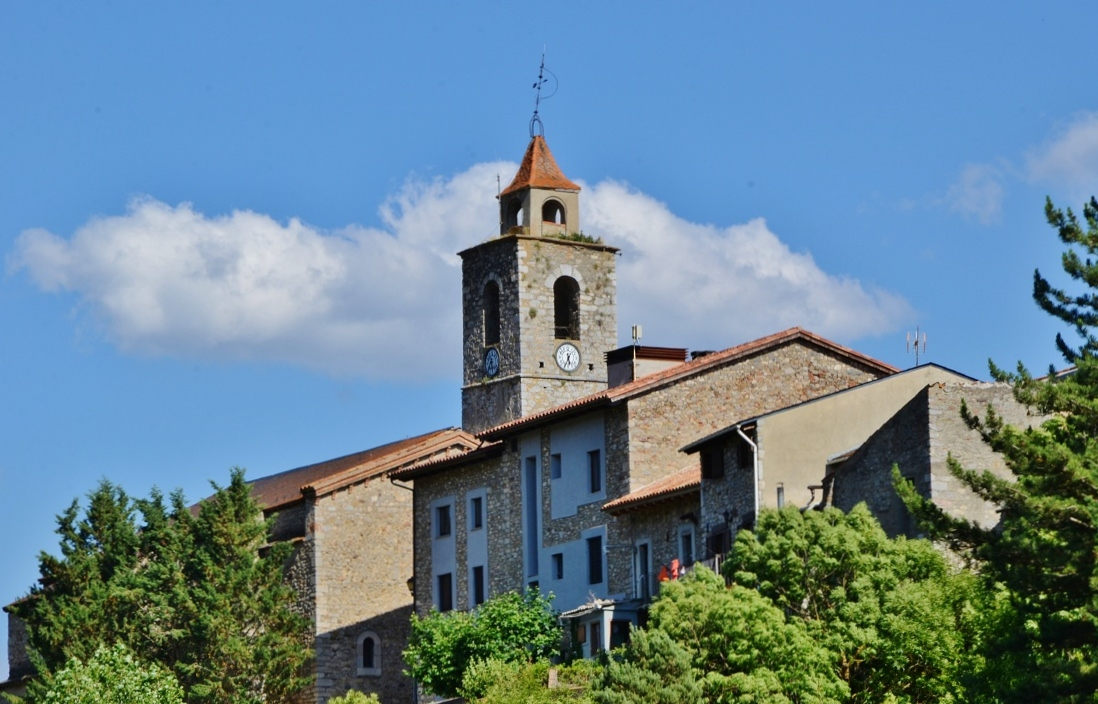
Maria-und-Jakobuskirche
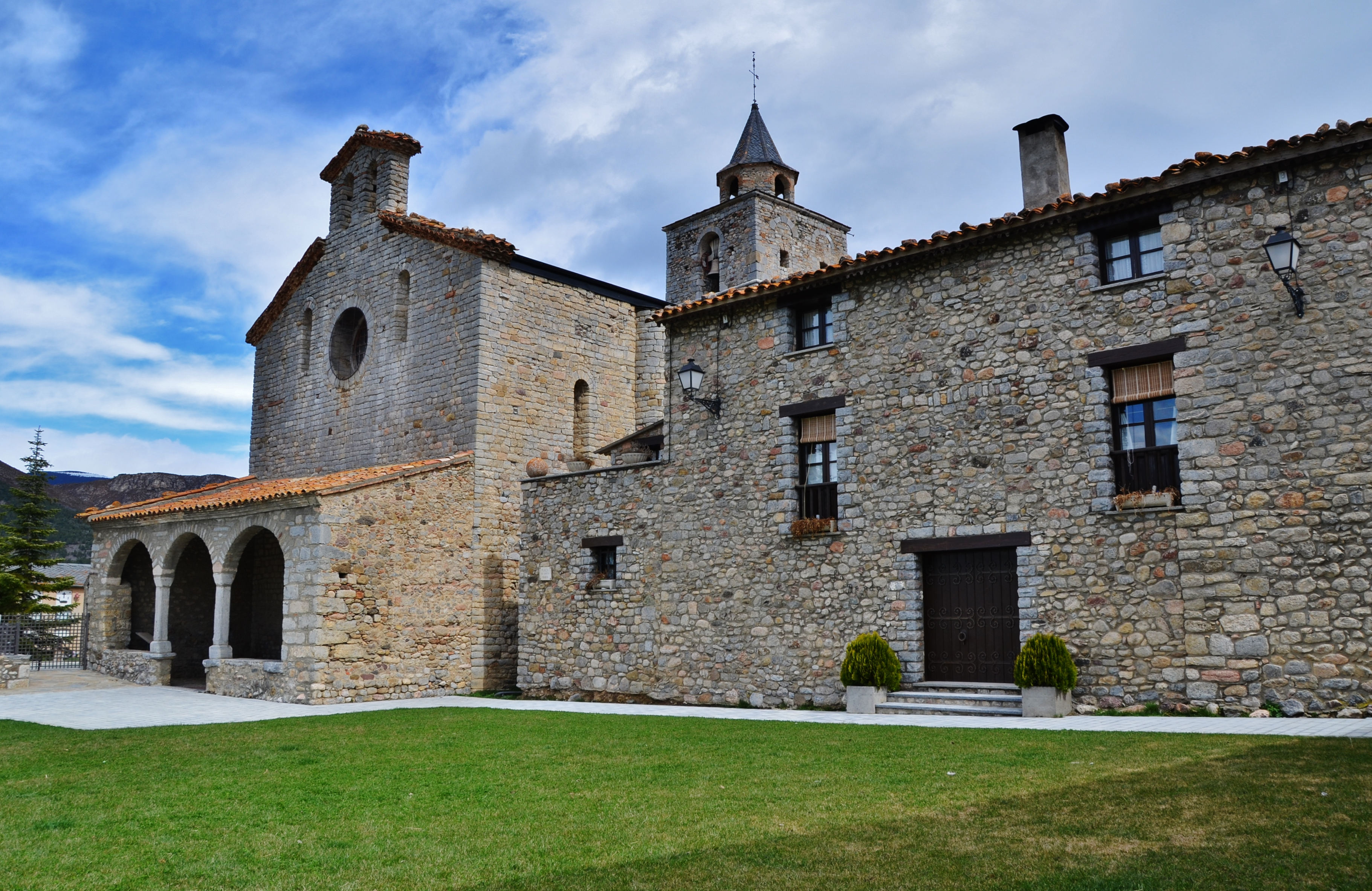
Marienkirche (Talló)
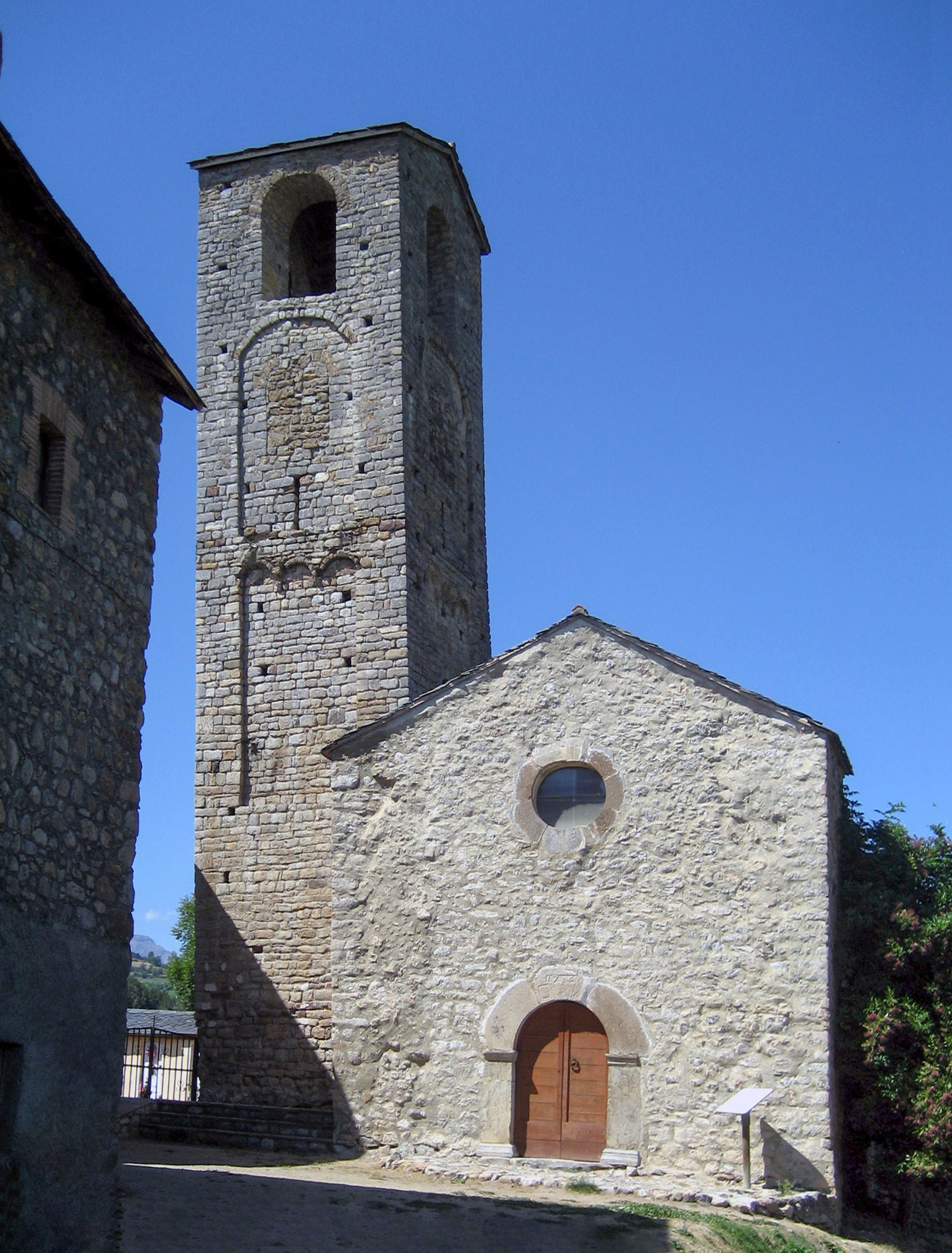
Eugenienkirche
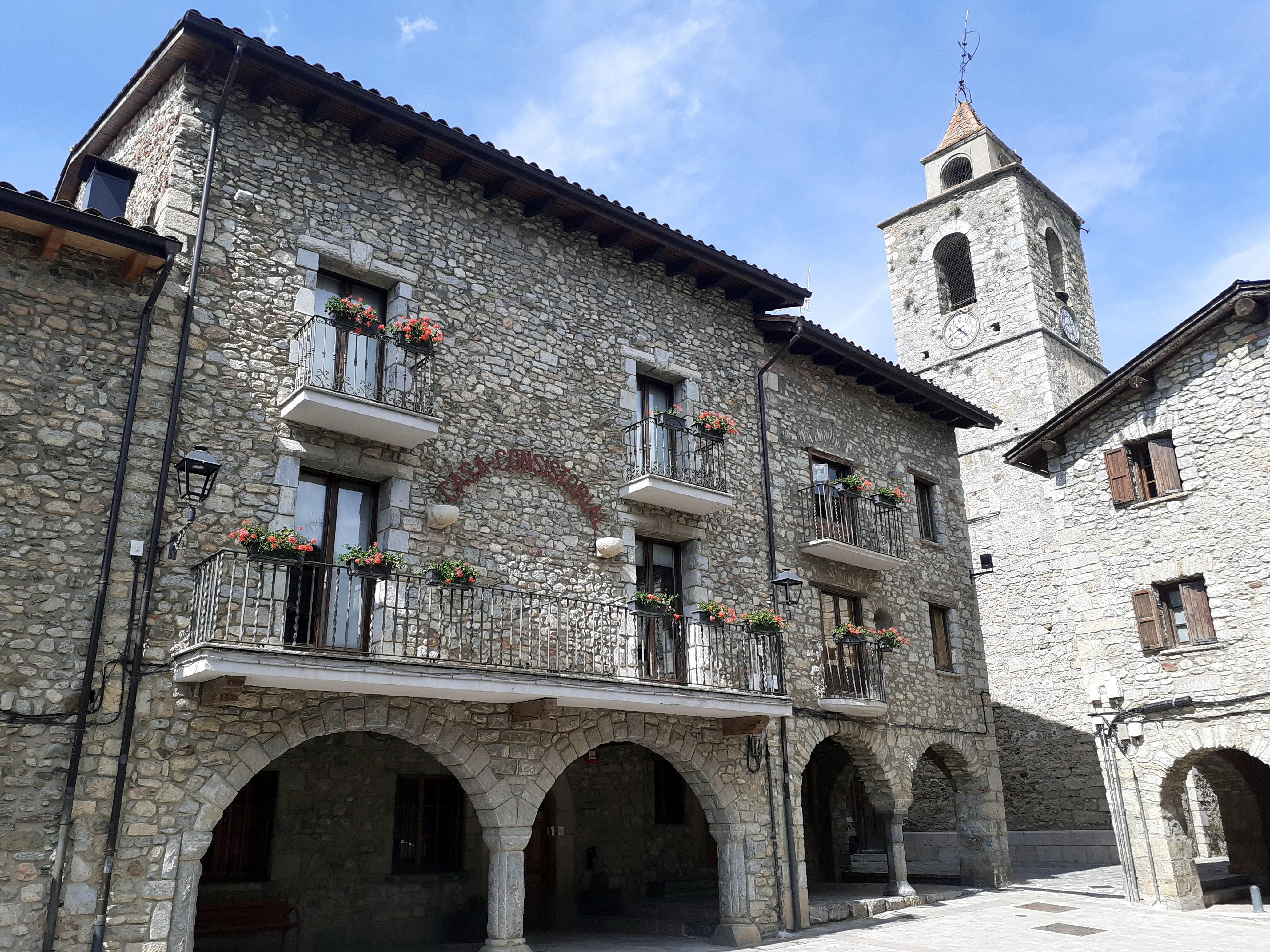
Rathaus